# ITunes Festival: London 2011 (мини-альбом Адели)
iTunes Festival: London 2011 — второй мини-альбом британской певицы Адели. Релиз альбома состоялся 13 июля 2011 года в Великобритании. Выпущен в цифровом формате в онлайн-магазине iTunes Store. Мини-альбом был записан 7 июля 2011 года на фестивале iTunes Festival London 2011 в концертном зале Лондона, The Roundhouse. В сет-лист концерта вошли песни с альбомов 21 и 19, а также кавер-версия на песню «I Can’t Make You Love Me» американской певицы Бонни Рэйтт.

## Предыстория
В июне 2010 года, певица Адель отменила все свои выступления в мировом турне Adele Live из-за фарингита, и врачи категорически запретили ей петь во время болезни. Певица была осмотрена врачом Хилари Джонс. В начале июля, Адель вылечилась и врачи разрешили ей выступать на iTunes Festival London 2011. Мини-альбом был записан 7 июля 2011 года на фестивале iTunes Festival London 2011 в концертном зале Лондона, The Roundhouse. В список композиций вошли песни с альбомов 21 и 19, а также кавер-версия на песню «I Can't Make You Love Me» американской певицы Бонни Рэйтт. Альбом дебютировал с 50 позиции в американском чарте Billboard 200, а также занял соответствующие позиции в чартах Франции, Ирландии и Великобритании (см. чарты).

## Список композиций
| №  | Название                   | Длительность |
| -- | -------------------------- | ------------ |
| 1. | «One and Only»             | 5:43         |
| 2. | «Don’t You Remember»       | 4:13         |
| 3. | «Rumour Has It»            | 3:48         |
| 4. | «Take It All»              | 4:02         |
| 5. | «I Can't Make You Love Me» | 3:34         |
| 6. | «Rolling in the Deep»      | 5:21         |

## Чарты
| Чарт (2011)         | Наивысшая позиция |
| ------------------- | ----------------- |
| French Albums Chart | 112               |
| Irish Albums Chart  | 45                |
| UK Albums Chart     | 74                |
| Billboard 200       | 50                |

## История релиза
| Регион         | Дата         | Формат | Лейбл |
| -------------- | ------------ | ------ | ----- |
| Великобритания | 13 июля 2011 | ЦД     | XL    |